# Corridoio paneuropeo IX
Il corridoio paneuropeo IX è una delle dieci vie di comunicazione dell'Europa centro-orientale, relativa ad un collegamento tra la Finlandia, la Lituania, la Bielorussia, la Russia, l'Ucraina, la Moldavia, la Romania, la Bulgaria e la Grecia.
Attraversa le città di Helsinki, Vyborg, San Pietroburgo, Pskov, Mosca, Kaliningrad, Kiev, Chișinău, Bucarest, Dimitrovgrad, Alessandropoli e si suddivide in quattro rami:
- Ramo A: Odessa;
- Ramo B: Helsinki, San Pietroburgo, Mosca;
- Ramo C: Kaliningrad, Kiev;
- Ramo D: Kaliningrad, Vilnius, Minsk.